# Acantopsis multistigmatus
Acantopsis multistigmatus es una especie de peces de la familia Cobitidae en el orden de los Cypriniformes.